# George Campbell (lacrossespeler)
George Herrold Campbell (Orangeville, 1 februari 1878 - Orangeville, 4 november 1972) was een Canadees lacrossespeler. 
Met de Canadese ploeg won Campbell de olympische gouden medaille in 1908.

## Resultaten
- 1908  Olympische Zomerspelen in Londen